# Râul Găureni
Râul Găureni este un curs de apă, afluent al râului Bârlad. 